# ТЕС Кіпеву I + III
4°2′24.2″ пд. ш. 39°38′7.9″ сх. д. / 4.040056° пд. ш. 39.635528° сх. д.
ТЕС Кіпеву I + III — теплова електростанція в Кенії, яка до другої половини 2010-х років діяла в головному порту країни Момбасі.
У 1999 році дещо на захід від діючої з 1960-х конденсаційної ТЕС Кіпеву встановили шість дизель-генераторів потужністю по 12,25 МВт (станція ТЕС Кіпеву І). Це, разом із запуском у 2001-му іншою компанією станції Кіпеву II, дозволило розпочати виведення з експлуатації застарілих парових турбін конденсаційної ТЕС.
А в 2011-му Kenya Generating Company (KENGEN) доповнила свої активи у Момбасі шляхом створення ТЕС Кіпеву III. Остання складалась із семи дизель-генераторів виробництва фінської компанії Wartsila типу 18V46 загальною потужністю 117 МВт. Цього разу поява нового генеруючого об'єкту дала змогу перебазувати в центральний регіон газотурбінну ТЕС Кіпеву.
Як і інші ТЕС на площадці порту Момбаси, дизель-генераторні Кіпеву І та III були розраховані на використання нафтопродуктів. У 2017 році з початком надходження в цей район електроенергії з геотермальних станцій Олкарія використання дизель-генераторів істотно скоротилося й було вирішено вивести їх з експлуатації.